# 日本丸メモリアルパーク

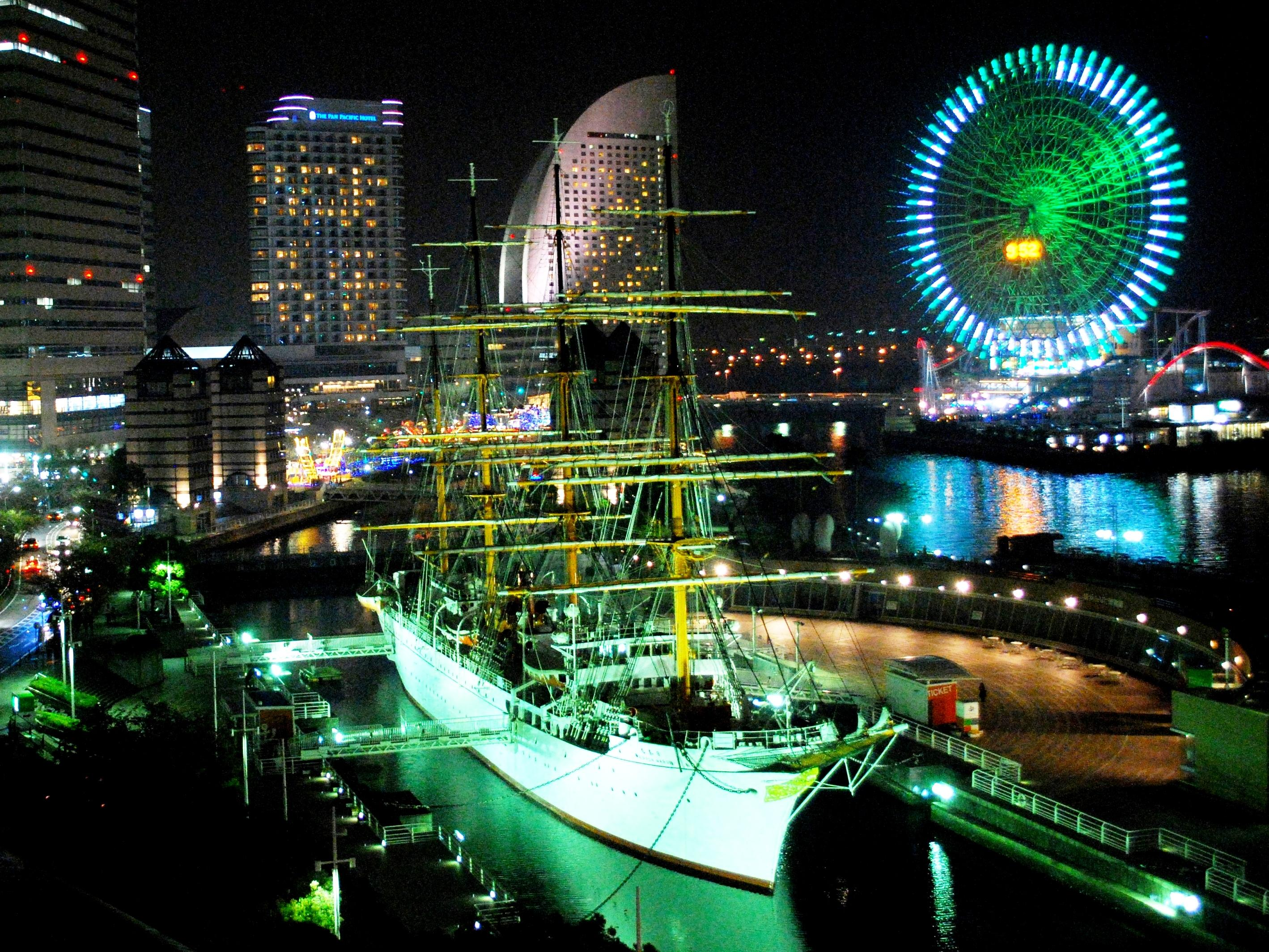
日本丸メモリアルパークの夜景

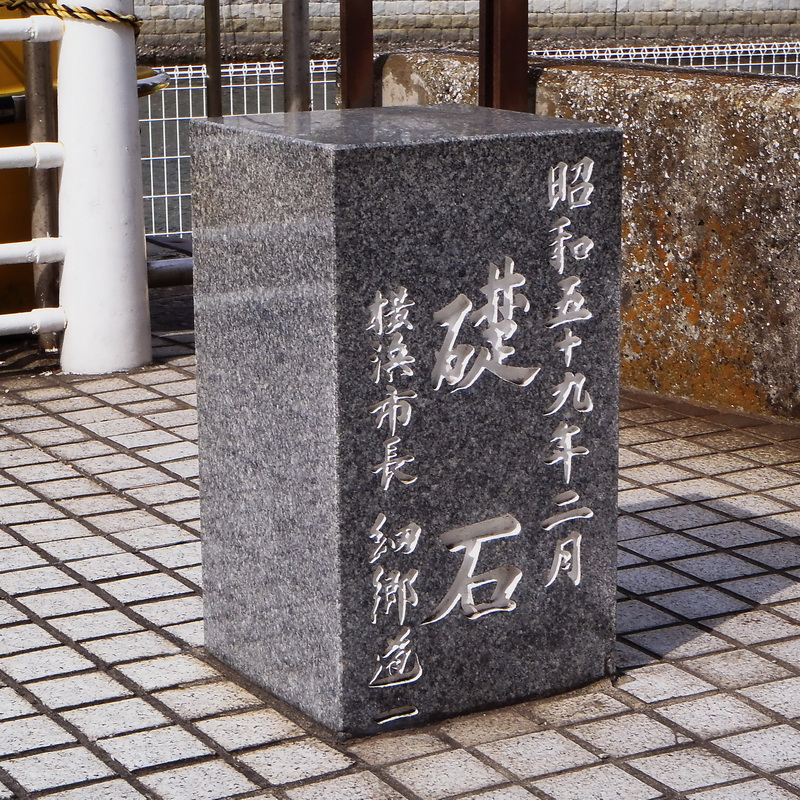
みなとみらい21埋立事業礎石
埋立事業の起工式の際に安全祈願等のため海中に沈められたが、後に引き上げられ、当パーク内に設置されている。

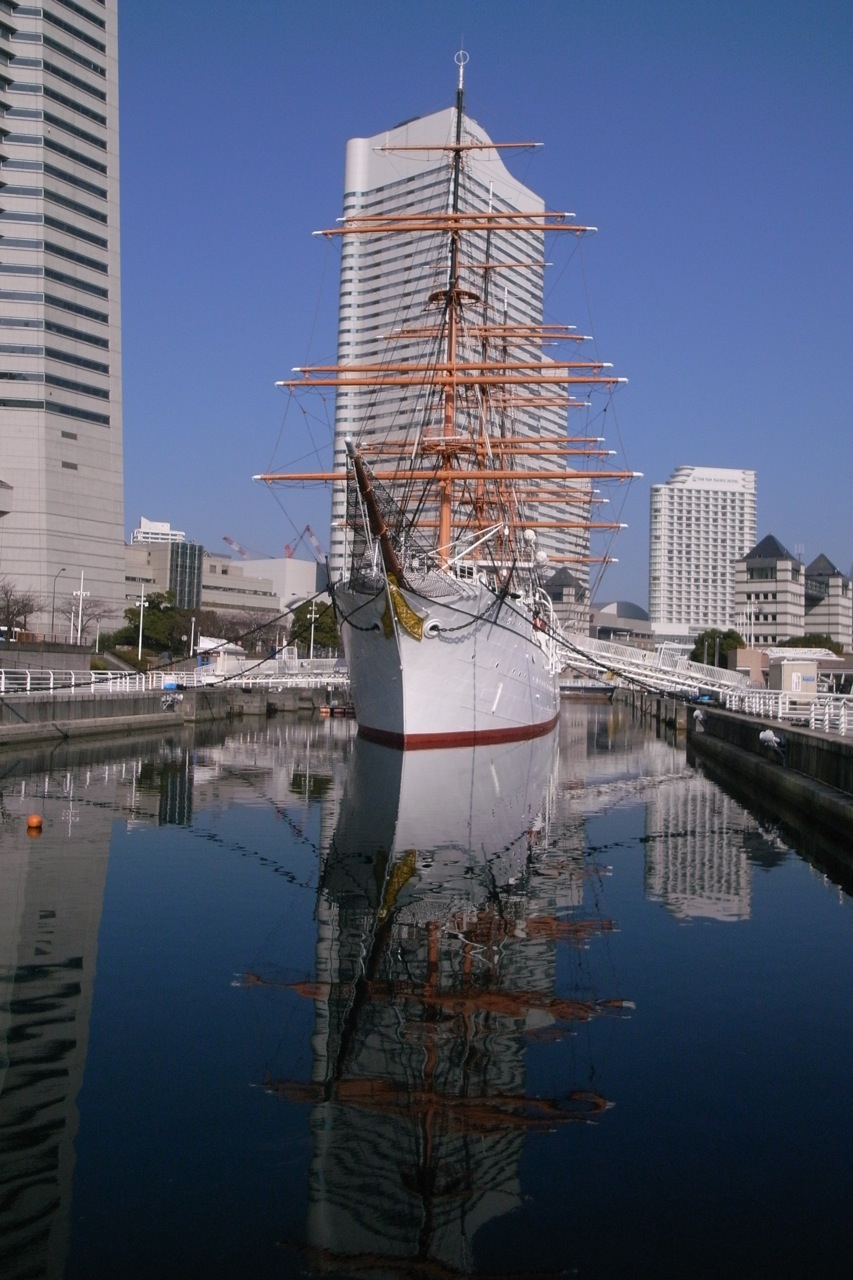
日本丸展示ドック

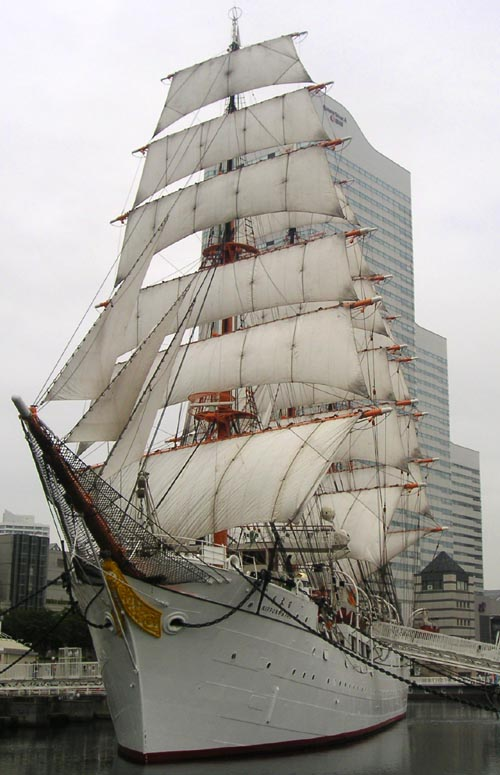
総帆展帆した日本丸

日本丸メモリアルパーク（にっぽんまるメモリアルパーク）は、神奈川県横浜市西区みなとみらいにあるみなとみらい地区で最初に整備された公園（港湾緑地）。展示施設として帆船日本丸および展示ドック、海事博物館の横浜みなと博物館がある。日本丸と展示ドックは国の重要文化財に指定されている（後述参照）。

## メイン施設

### 日本丸展示ドック
現在は日本丸の展示ドックとなっている横浜船渠第一号船渠は、海軍技師・恒川柳作が設計、1898年竣工した。大正時代に内陸方向に延長され、総長204m、上幅34m、渠底幅23m、渠内深さ11mとなる。2000年12月には「旧横浜船渠株式会社第一号船渠」の名称で、国から重要文化財の指定を受けた。さらに2007年11月、経済産業省による近代化産業遺産にも認定されている。

#### 帆船日本丸
1930年に進水した、文部省の航海練習帆船。1984年9月16日に退役した後、1985年4月よりパーク内の展示ドックで浮体展示されている。2017年9月に国の重要文化財に指定されており、既に指定されていた前述の展示ドックと合わせて国の重要文化財となっている。
通常は帆は畳まれているが、職員と約100名の市民ボランティアにより、29枚全ての帆を広げる総帆展帆が年12回実施されている（なお、12月上旬から3月上旬までの間は帆が取り外されており、総帆展帆も実施されない）。また、海の日には総帆展帆の前に帆船の最高儀礼である登檣礼を行っている他、毎年6月2日の開港記念日や祝日などを中心に、国際信号旗を飾る満船飾も実施されている。

### 横浜みなと博物館
パーク内にある横浜港をテーマにした博物館。横浜マリタイムミュージアムとして1989年に開館。横浜港開港150周年に当たる2009年に施設をリニューアルし、現在の名称に改称された。日本丸の景観を妨げないよう、半地下構造となっている。
2018年3月には、館内の一部エリアに常設展示室「柳原良平アートミュージアム」を開設している。
2021年6月からリニューアル工事のため約一年間休館し、2022年6月にリニューアルオープン。リニューアルに伴い展示施設を大幅に更新し、体験型コンテンツ（VRシアター）なども新たに導入している。

### 利用案内
詳細は公式サイト内「総合案内ページ」を参照のこと。
開館時間等
- 10:00〜17:00（※最終入館16:30）

※総帆展帆日は9:30に開館、また開館時間はイベント開催時や時期等によって異なる場合あり
- 休館日：原則として月曜（祝日の場合は翌平日）および年末年始等

※他に日本丸の船体整備やミュージアムの館内整備のための臨時休館日等あり
入館料
- 共通券（日本丸・博物館）
  - 一般800円/65歳以上600円/小中高生300円

※土曜日のみ、小中高生は共通券100円（特別料金）
- 日本丸
  - 一般400円/65歳以上250円/小中高生200円
- 博物館
  - 一般500円/65歳以上400円/小中高生200円

## その他の施設
- ヘミングウェイ横浜（カフェ・バー&レストラン） - 海上に浮かぶ木造小屋施設。2022年7月より当パークの一部（緑地）を有効活用し、パーク内での飲食（テイクアウト可）やイベントなども実施、夏には期間限定でビアガーデンBBQも開催している[8][9][10]。また、横浜港ボートパークを併設しており、SUPやクルージングを楽しむこともできる[11]。

## 交通
電車
- JR根岸線・横浜市営地下鉄桜木町駅から徒歩約5分
- みなとみらい線みなとみらい駅、馬車道駅から徒歩約5分

水上バス
- ピア日本丸（桟橋）
  - 京浜フェリーボートの水上バスで、ピア運河パーク・ピア象の鼻・ピア大さん橋と接続[12]

## ギャラリー

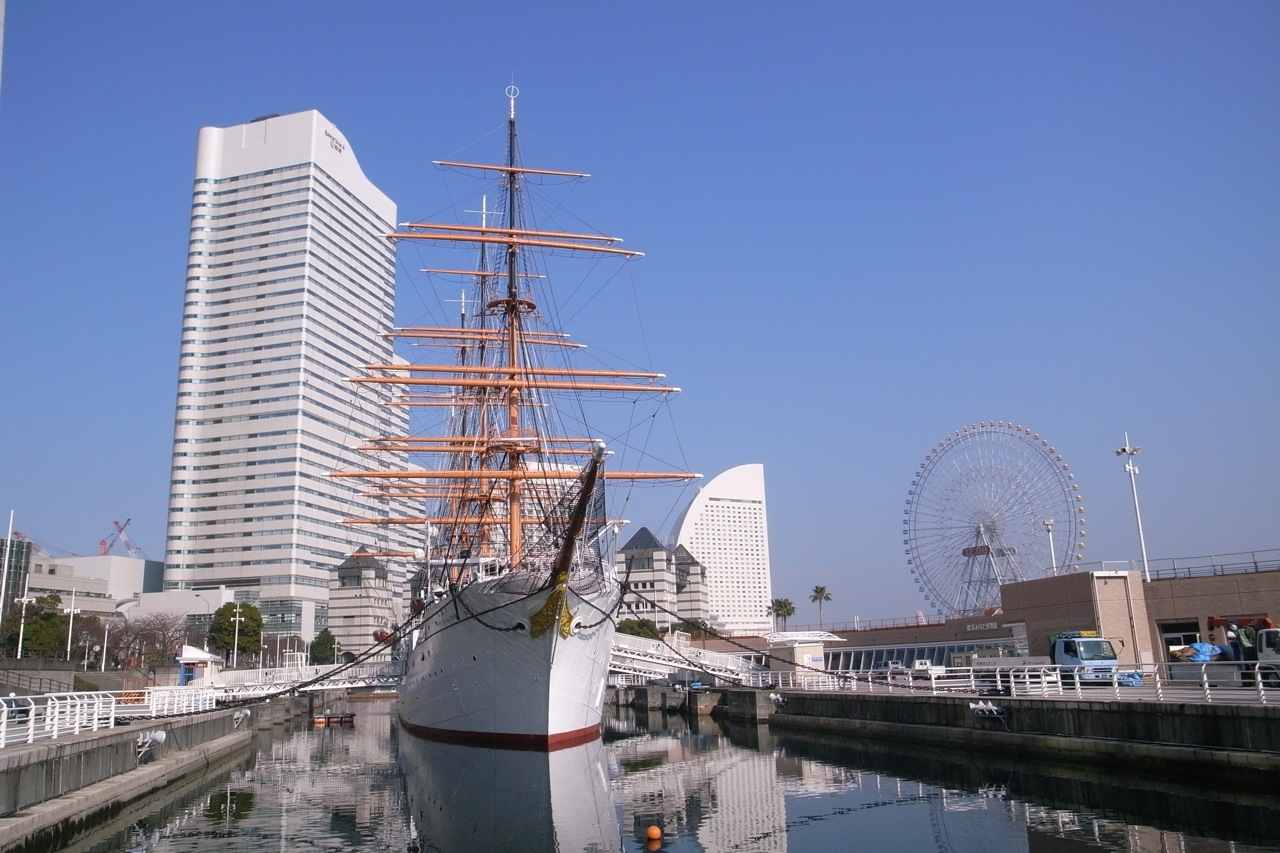
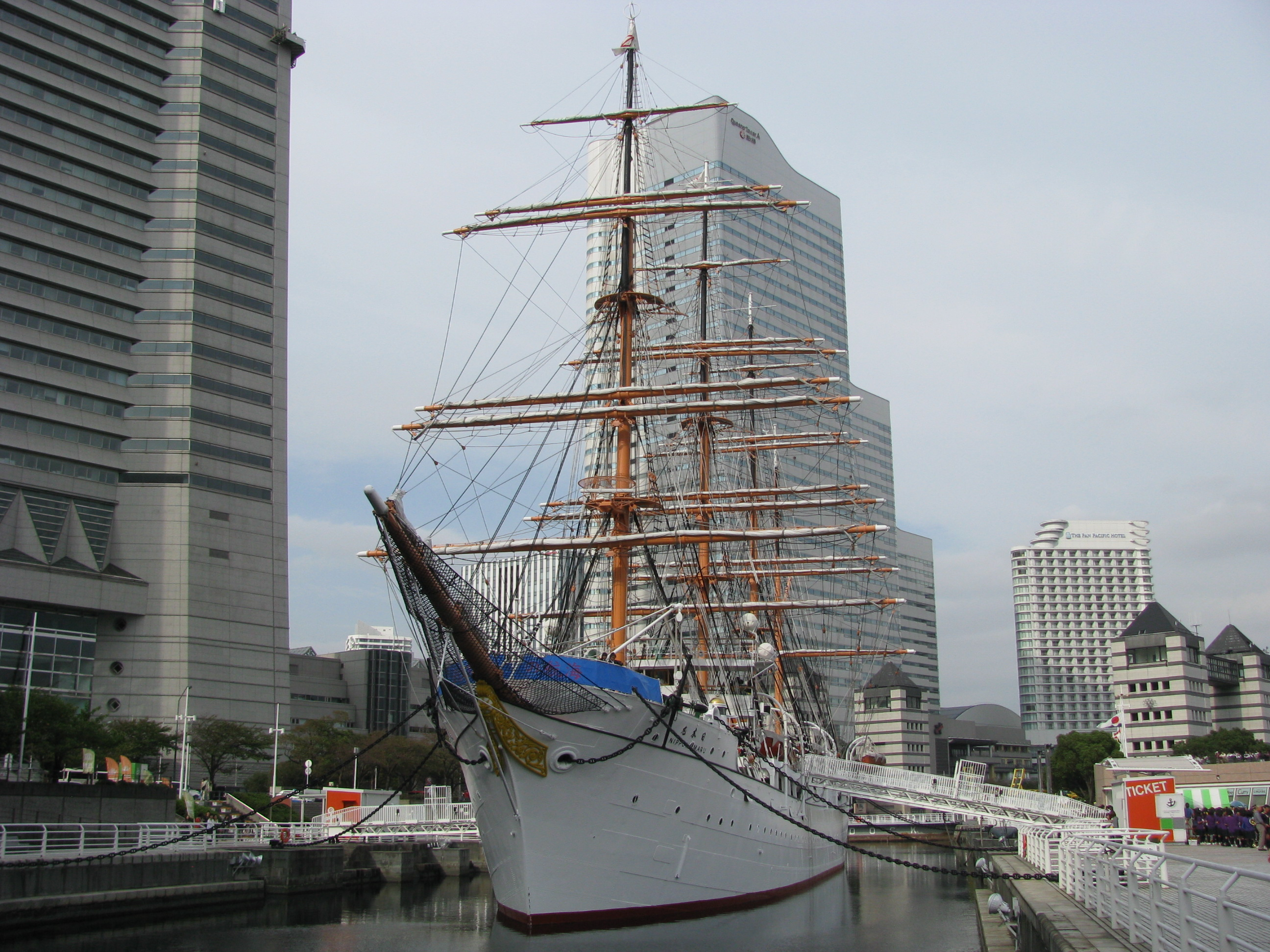
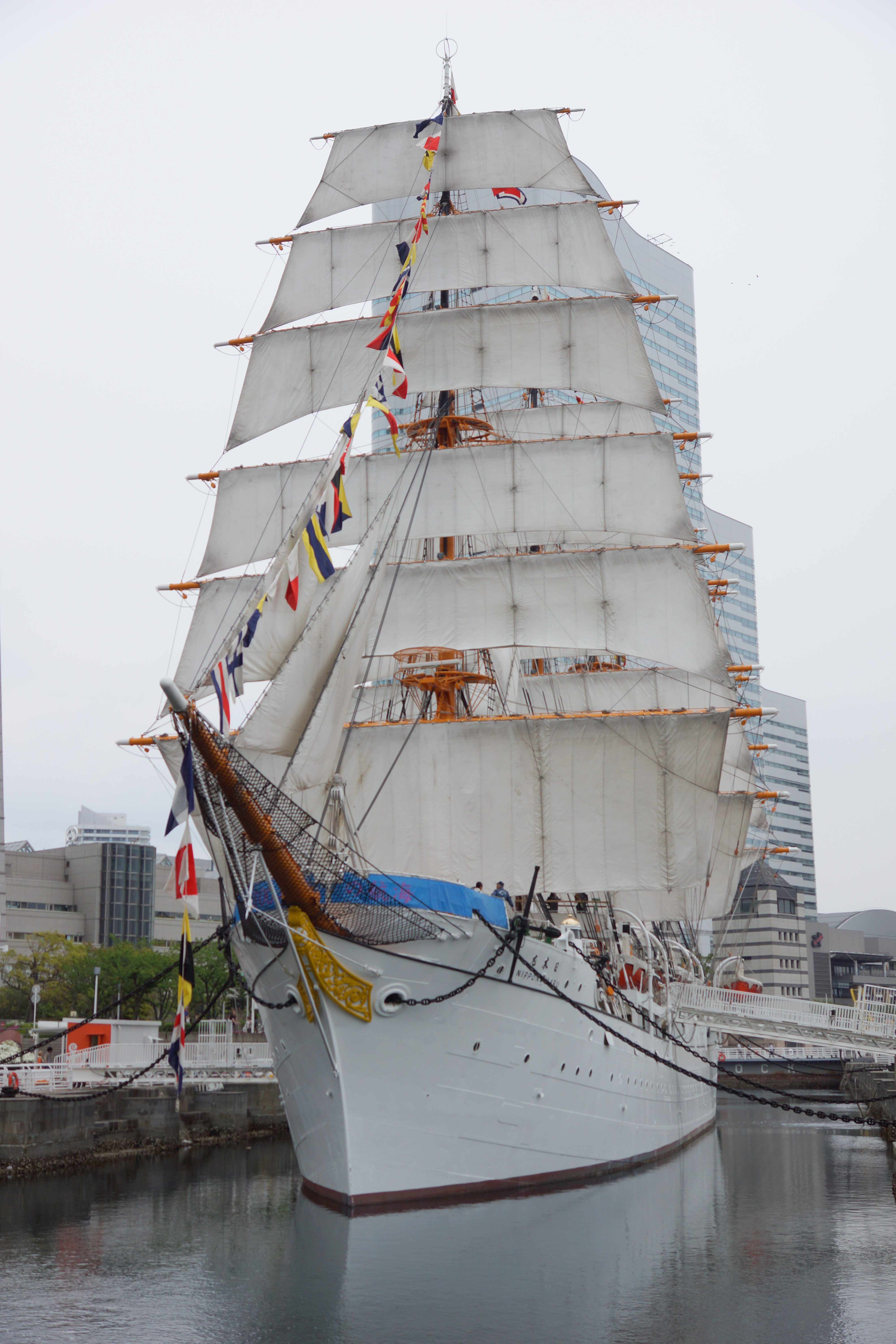

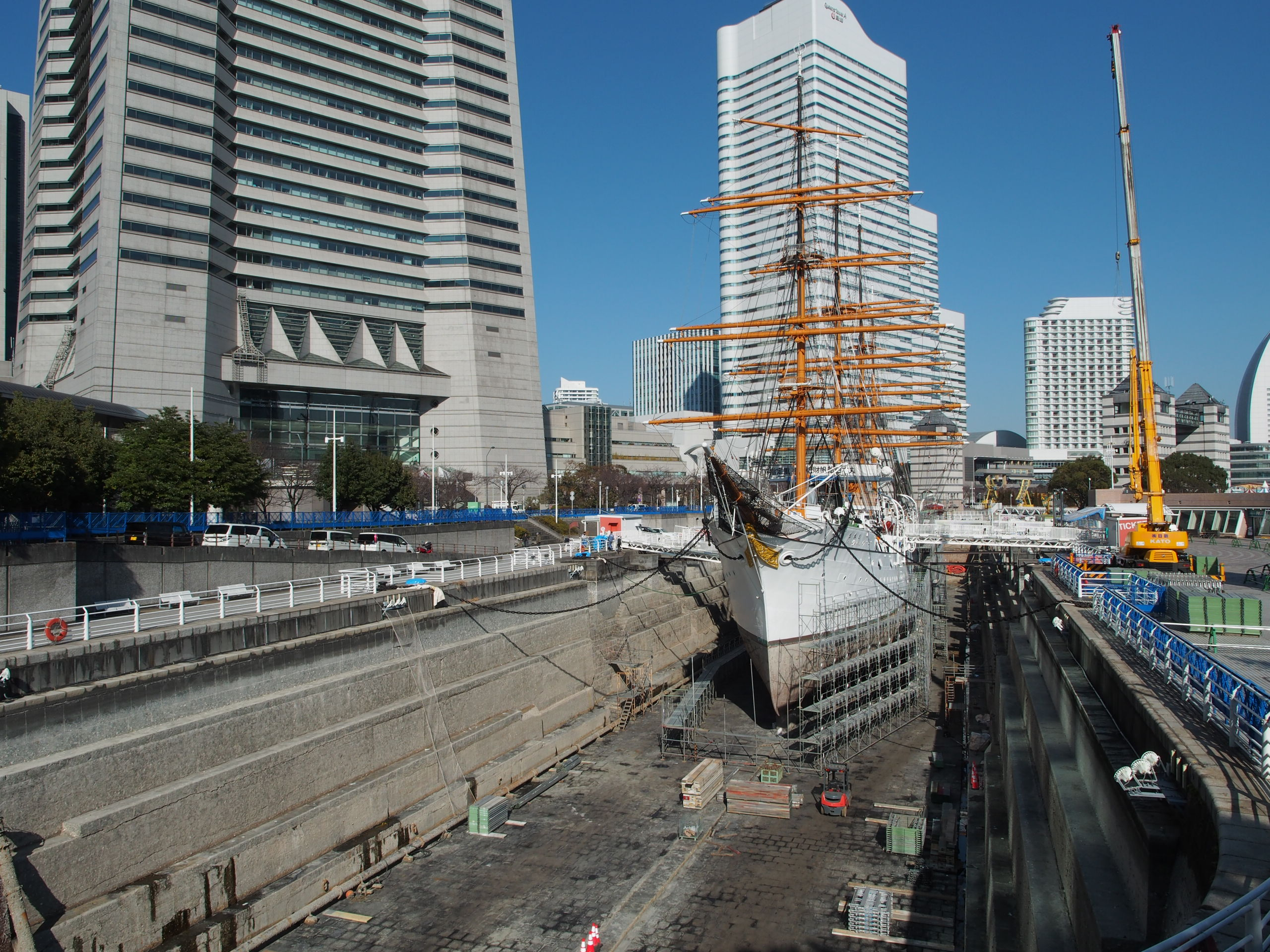
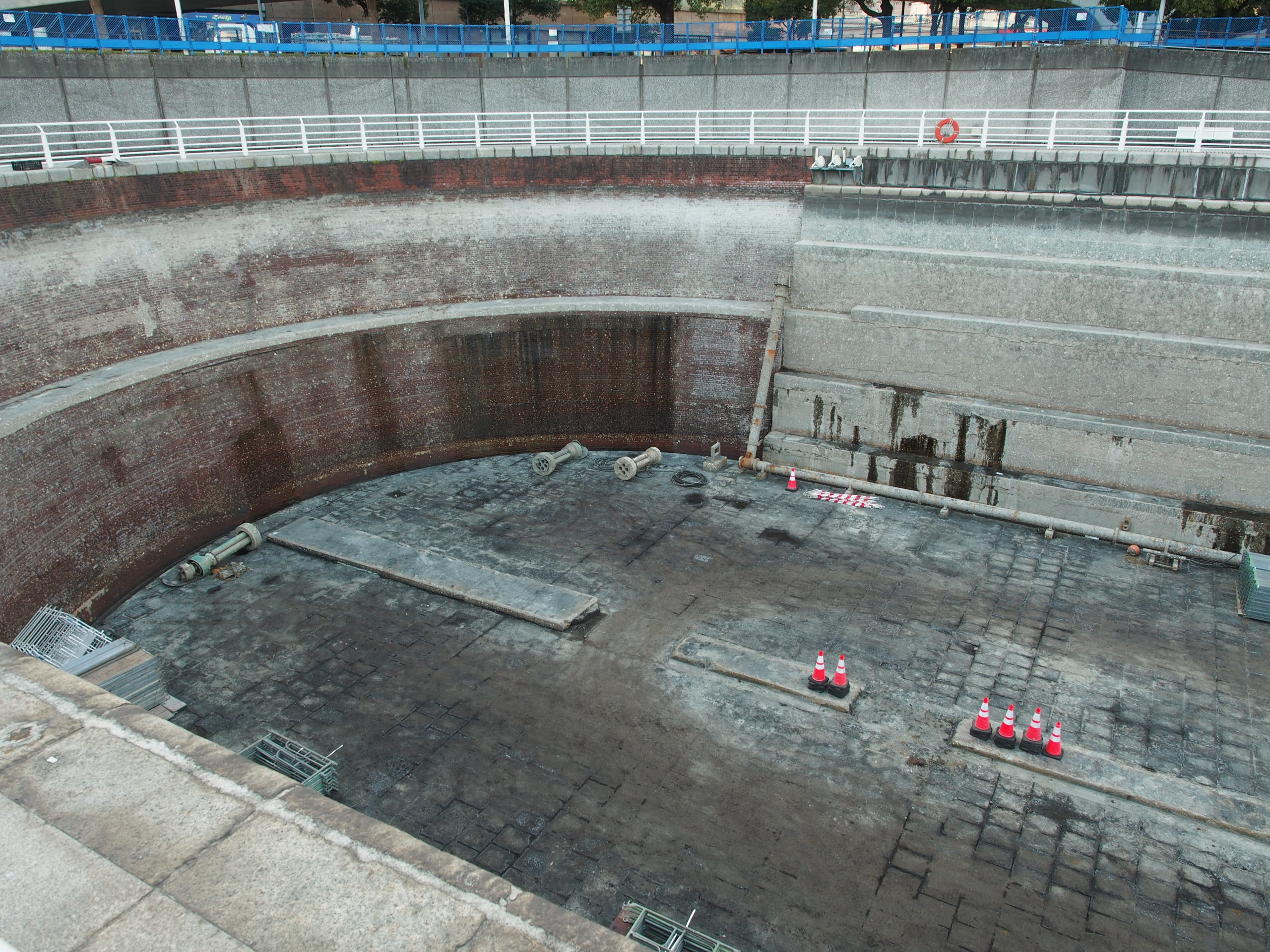
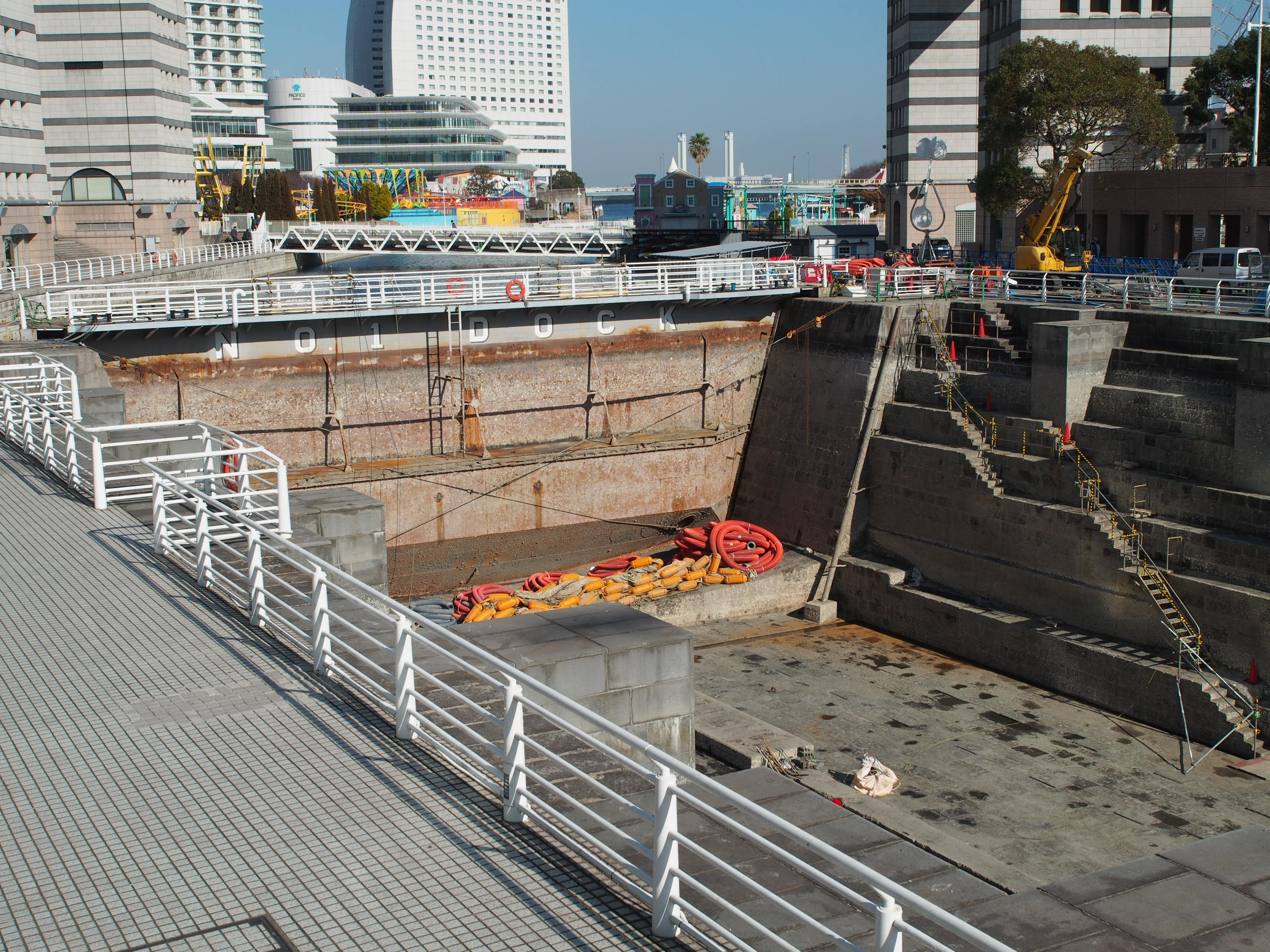
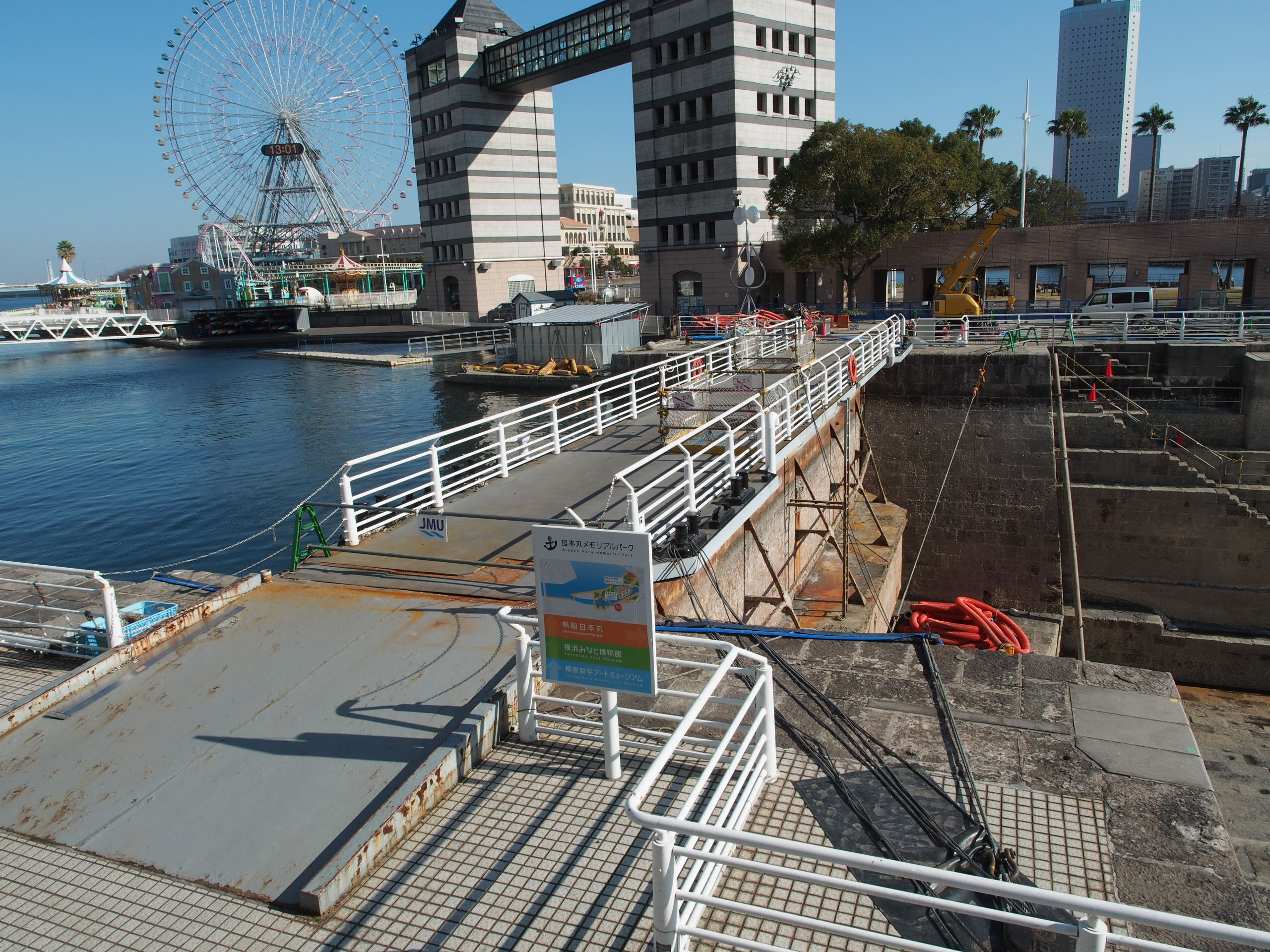

展示ドックに係留保存されている日本丸
大規模修繕によるドックの水抜き（2019年1月）

## その他

### 横浜博覧会臨港線「日本丸駅」
1989年の横浜博覧会の会期中、日本丸交差点前の広場に横浜博覧会臨港線の日本丸駅が設置されていた。駅舎は初代横浜駅駅舎（現桜木町駅）をイメージしたデザインであった。なお線路は、現在の汽車道を通っていた。

### 水陸両用バスのスロープ整備
当パーク内の護岸に水陸両用バスが進水できる専用スロープが設けられており、2016年8月より「スカイダック横浜」が運行されている。

### 公園拡張再整備計画
当パークはみなとみらい地区において23街区の南西側に位置するが、2009年の横浜みなと博物館などのリニューアルに続いて、現在はよこはまコスモワールドの一部が運営されている23街区の北東側を公園の拡張部分として再整備する計画がある（2007年頃に想定されていた再整備のコンセプトは「フィールドミュージアム」、2009年度の整備着手を目指していたが延期され事実上凍結状態となっている）。コスモワールド（23街区だけでなく新港地区側の15街区も含む）は当初より賃貸契約による暫定施設となっているため、契約期間終了の際には横浜市への土地返却後に再整備が行われる予定である（詳細は「よこはまコスモワールド」項の該当節も参照）。